# Kierz (województwo lubelskie)
Kierz – wieś w Polsce położona w województwie lubelskim, w powiecie lubelskim, w gminie Bełżyce.
Wieś szlachecka położona była w drugiej połowie XVI wieku w powiecie lubelskim województwa lubelskiego. W latach 1975–1998 miejscowość administracyjnie należała do ówczesnego województwa lubelskiego.
Wieś stanowi sołectwo gminy Bełżyce. Według Narodowego Spisu Powszechnego z roku 2011 wieś liczyła  mieszkańców.
Wierni Kościoła rzymskokatolickiego należą do parafii Nawrócenia św. Pawła Apostoła w Bełżycach.

## Części wsi
| SIMC    | Nazwa  | Rodzaj    |
| ------- | ------ | --------- |
| 0378610 | Kujawy | część wsi |

## Historia
Na podstawie znalezisk krzemiennych wyrobów i odłupków stwierdzono, że najstarsze ślady obecności grup ludzkich na terenie dzisiejszego Krza pochodzą ze schyłkowego paleolitu. Są one datowane na lata pomiędzy X a VIII tysiąclecie p.n.e. i reprezentują łowców reniferów, żyjących u schyłku plejstocenu. Pochodzące z III tysiąclecia p.n.e. ślady obecności ludzi na terenie obecnego Krza potwierdza siekierka krzemienna wykonana z surowca pasiastego. W czasie kampanii wrześniowej stacjonowało tu dowództwo III/1 dywizjonu myśliwskiego Brygady Pościgowej oraz 111 Eskadra Myśliwska, 112 Eskadra Myśliwska i 152 Eskadra Myśliwska.